# Hrastje (Sveti Ivan Zelina)
Hrastje is een Kroatisch dorp en hoort bij de gemeente Sveti Ivan Zelina.
De oppervlakte van het dorp is 2,14 vierkante kilometer en het ligt op een hoogte van 90 meter. Het dorp telde in 2001 211 inwoners.